# Serghei Cleșcenco
Serghei Cleșcenco (FIFA-Schreibweise Serghei Clescenco, russisch Сергей Викторович Клещенко/Sergei Wiktorowitsch Kleschtschenko, * 20. Mai 1972 in Criuleni, Moldauische SSR, Sowjetunion) ist ein ehemaliger moldauischer Fußballspieler.

## Vereinskarriere
Cleșcencos Karriere begann 1990 bei seinem Heimatverein Zimbru Chișinău, für den er bis 1995 spielte. Dann wechselte er in die Ehrendivision zu den Go Ahead Eagles. Nachdem das Team allerdings in die 2. Liga abstieg und in der Folgesaison den Aufstieg verpasste, kehrte Cleșcenco zu Zimbru Chișinău zurück. 1999 wechselte er nach Israel zu Maccabi Haifa, wo er in seiner ersten Saison 22 Tore schoss. Damit hält er in Israel den Rekord für die meisten geschossenen Tore eines ausländischen Spielers in einer Saison. Eine Saison später wurde er mit seinem Club israelischer Meister. Nach zwei Jahren bei Maccabi schloss er sich dem Ligarivalen Hapoel Tel Aviv an. Am Ende der Saison konnte er mit dem Verein den israelischen Ligapokal gewinnen. 2003 wechselte er nach kurzer Zwischenstation in Russland zu Bnei Yehuda Tel Aviv. 2005 ging er aber wieder zurück nach Russland zum FK Sibir Nowosibirsk, für den er zwei Jahre spielte. Ab 2007 war er für eine Saison beim russischen Drittligaverein FK Metallurg-Kusbass Nowokusnezk aktiv. Im Februar 2008 beendete er seine Spielerkarriere.

## Nationalmannschaft
Serghei Cleșcenco hält in der moldauischen Nationalmannschaft den Rekord für die meisten Länderspieltore (11). Sein erstes Länderspiel, welches auch das erste Länderspiel Moldaus war, bestritt er 1991 gegen Georgien. Sein letztes 2006 gegen Bosnien-Herzegowina.